# Френк Каплан
Френк Каплан (англ. Frank Caplan) — колекціонер іграшок, новатор в області виробництва іграшок для дітей. Спільно зі своєю дружиною Терезою заснував компанію «Creative Playthings», в рамках якої працював над дизайном іграшок для дітей спільно з Ісаму Ногуті, Луїсом Ісраелем Каном, Генрі Спенсером Муром та іншими відомими художниками і скульпторами.

## Біографія
Френк Народився 10 червня 1911 року в Кінгстон-апон-Халлі в сім'ї євреїв російського походження. У 1914 році його сім'я емігрувала до Сполучених Штатів і оселилася в Гарлемі. Френк закінчив «DeWitt Clinton High School» в 1927 році й став відвідувати вечорами Сіті Коледж.
Отримавши в 1931 році ступінь бакалавра соціології та історії, він став директором «Block Recreation Project». Його інтерес до іграшок проявився, коли він став працювати в дитячому садку; пізніше він працював в Єврейському центрі на Лонг-Айленді (разом зі своєю майбутньою дружиною), де робив ляльки і прості іграшки для дітей. У 1934 році він заснував корпоративний заміський табір для дітей.
Подружжя Каплан одружилися 30 травня 1934 року.
У 1936 році Френк отримав магістерську ступінь Філософії освіти в Педагогічному коледжі Колумбійського університету і став працювати над розробкою програм для молоді 16—25 років, яка проживає в економічно несприятливих районах Нью-Йорку.
До 1950-х років його фірма отримала світову популярність і стала одним з найважливіших виробників і постачальників матеріалів для раннього дитячого розвитку. В 1975 році Френк заснував Пристонському центр розвитку немовлят і дітей ( The Princeton Center for Infancy and Early Childhood). Він проводив дослідження для серії бестселерів про ранньому дитячому розвитку і був співавтором серії спільно зі своєю дружиною. Він був одним з перших чоловіків-викладачів в дитячому садку в США і разом з Терезою зібрав колекцію з 50 000 іграшок з усього світу. У 1984 році колекція була пожертвувана в Дитячий музей Індіанаполіса. Вперше колекція була використана у виставці «Passport to the World» 
Френк Каплан помер 28 вересня 1988 року, Тереза — 13 квітня 2010 року. У них залишилася донька, Юдіф Інглезі, і син, Річард Каплан.